# Friedrich Karl von Preußen (1893–1917)

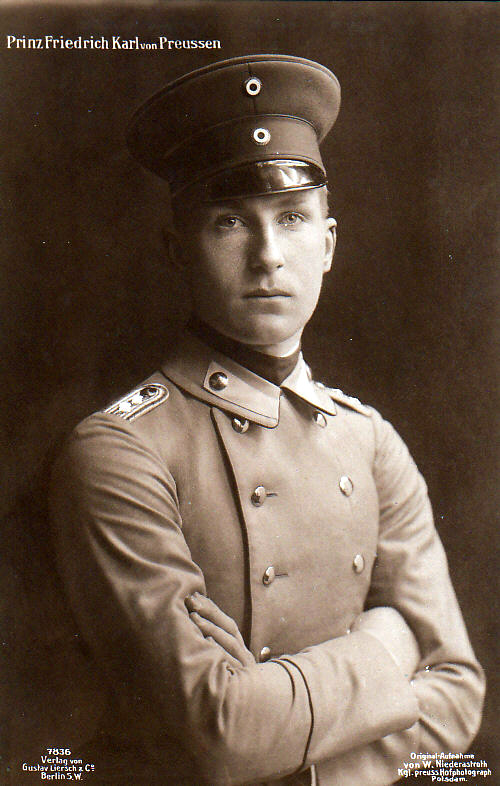
Prinz Friedrich Karl von Preußen als Rittmeister, Foto: Wilhelm Niederastroth (1917)

Prinz Friedrich Karl von Preußen, vollständiger Name Tassilo Wilhelm Humbert Leopold Friedrich Karl  (* 6. April 1893 im Jagdschloss Glienicke in Klein-Glienicke-Forst; † 6. April 1917 bei Saint-Étienne-du-Rouvray, Département Seine-Maritime) war ein Angehöriger des deutschen Kaiserhauses. Er war Teil des deutschen Reiterteams, welches bei den Olympischen Spielen 1912 die Bronzemedaille gewann.

## Leben

### Herkunft
Prinz Friedrich Karl war der Sohn von Prinz Friedrich Leopold von Preußen (1865–1931) und Prinzessin Louise Sophie von Schleswig-Holstein-Sonderburg-Augustenburg (1866–1952), Tochter des Herzogs Friedrich VIII. von Schleswig-Holstein (1829–1880) und Schwester der letzten Deutschen Kaiserin. Er hatte zwei ältere Geschwister, Viktoria Margarete (1890–1923) und Friedrich Sigismund (1891–1927) sowie einen jüngeren Bruder, Friedrich Leopold (1895–1959).
Friedrich Karls Vater lag wegen seiner bizarren Lebensführung in einem Dauerkonflikt mit dem Familienoberhaupt Wilhelm II. Dieser sorgte für den weitgehenden Ausschluss des Elterpaares aus dem gesellschaftlichen Leben, wozu die Überführung der beiden jüngeren Söhne ab ihrem zehnten Lebensjahr in Kadettenanstalten gehörte.

### Militärischer Werdegang
Wie alle geborenen Prinzen des königlichen Hauses erhielt Friedrich Karl mit zehn Jahren den Rang eines Leutnants im Potsdamer 1. Garde-Regiment zu Fuß, ohne aktiven Dienst bei der Truppe zu versehen. 
Später diente Prinz Friedrich Karl als Kavallerieoffizier im Rang eines Leutnants und ab 1913 eines Oberleutnants im 1. Leib-Husaren-Regiment Nr. 1 in Danzig-Langfuhr. Kommandeur des Regiments war von 1911 bis 1913 sein Vetter Kronprinz Wilhelm. Dabei stand Friedrich Karl weiterhin à la suite des 1. Garde-Regiments.
Seit Beginn des Ersten Weltkriegs diente er in Frontverwendungen. Als Rittmeister kommandierte er die Fliegerabteilung (Artillerie) 258, flog aber zusammen mit Oswald Boelcke (1891–1916) möglichst oft Patrouillen. Bei einem solchen Flug wurde Prinz Friedrich Karl am 21. März 1917 am Fuß verletzt und durch einen Treffer in die Maschine gezwungen zu landen. Er landete zwar im Niemandsland, wurde aber beim Versuch, die eigenen Linien zu erreichen, von australischen Truppen im Rücken getroffen. Die Australier brachten ihn in Gefangenschaft, wo er an seinen Wunden am 6. April 1917, seinem 24. Geburtstag, bei Saint-Étienne-du-Rouvray starb. 

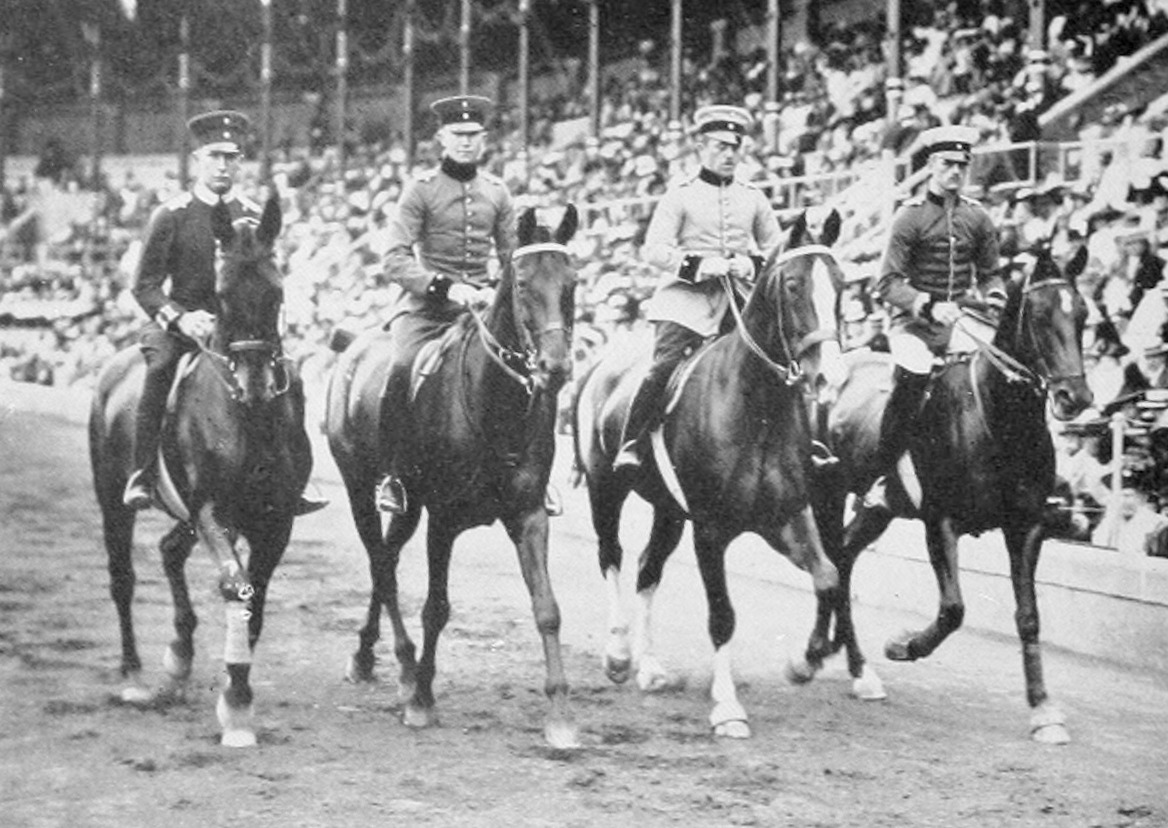
Das deutsche Olympia-Bronzeteam von 1912: Prinz Friedrich Karl von Preußen, Ernst Deloch, Sigismund Freyer und Wilhelm Graf von Hohenau (v. l. n. r.).

### Sportliche Betätigung
Der Prinz war ein sehr erfolgreicher, vielseitiger Sportler. Mit seinem Bruder Friedrich Sigismund spielte er bei der Potsdamer Hockey-Vereinigung Land- und Eishockey.
Außerdem erlernte er das Fechten beim österreichischen Fechtmeister Milan Neralić.
Als Turnierreiter gewann er zusammen Ernst Deloch, Sigismund Freyer und Wilhelm Graf von Hohenau die Bronzemedaille beim Mannschafts-Springreiten der Olympischen Spiele 1912 in Stockholm.

### Grab
Als erster seines Familienzweiges wurde Prinz Friedrich Karl von Preußen im Prinzenfriedhof, der Hohenzollernschen Erbbegräbnisstätte in dem zum Weltkulturerbe gehörenden Park Klein-Glienicke, beigesetzt.

## Ehrungen
- Eisernes Kreuz II. Klasse
- Eisernes Kreuz I. Klasse
- Flugzeugführerabzeichen (Pilot Qualifikation Abzeichen), ca. 1917